# Барбело
Барбе́ло или Варвило́ (др.-греч. Βαρβηλώ, англ. Barbelo; иначе — Проноя) — в гностической космогонии борборитов один из их главных женских эонов, мать всего живущего; обитает с Отцом вселенной и со Христом, происшедшим из самого себя, на восьмом небе.